# Eastside Boys
Eastside Boys ist eine deutsche Oi!-/Punkband aus Berlin. Sie steht derzeit bei Sunny Bastards unter Vertrag und hat bisher vier Studioalben sowie einige weitere Veröffentlichungen herausgegeben.

## Geschichte
Die Band wurde bereits 1993 in der Sächsischen Schweiz gegründet. Der Bandname existiert allerdings erst seit 1998 und bezieht sich in erster Linie auf die Herkunft der Band im Osten Deutschlands.
1999 nahm die Band die Single Der letzte im Lokal im Proberaum von Loikaemie auf. Die Single erschien 2001 über Bandworm Records. 2002 erschien das Debütalbum Echte Helden, ebenfalls über Bandworm Records.
2003 zog mit Rich das erste Bandmitglied nach Berlin. Roman und Bert zogen 2004 nach. Der Umzug hatte auch wesentlich Einfluss auf Image und Texte der Band, die sich seitdem durch einen Bezug zur musikalischen Subkultur Berlins auszeichnen. Häufige Auftritte fanden im SO36 sowie Wild at Heart statt. 2004 folgte mit Die Zeit ist reif auf DSS Records das zweite Album der Band. Seit 2006 haben die Eastside Boys einen neuen Schlagzeuger. Seit dieser Zeit wohnen alle Bandmitglieder in Berlin-Friedrichshain.
2007 erschien das dritte Album The Boys Are Back in Town, das erstmals im Studio und unter Regie des Produzenten Harris Johns aufgenommen wurde. Das Cover-Artwork wurde von Sammy Amara (Broilers) entworfen. Für das Album kehrte die Band zu Bandworm Records zurück. Danach wechselte die Gruppe zu Sunny Bastards. 2010 erschien dort Companeros!, eine Split-CD mit der Band Lousy.
2014 erschien ihr bis dato letztes Album Irgendwas ist immer, das wieder von Harris Johns produziert wurde. Das dazugehörige Video zu Kein Punk in deiner Stadt erreichte bei YouTube für eine deutsche Underground-Punkband mit rund 85.000 Klicks erstaunlich hohe Zugriffszahlen. Das Video zeigt lokale Szene-Persönlichkeiten aus Berlin und Umfeld. Auf dem Album sind außerdem Bandmitglieder von Volxsturm und Berliner Weisse als Gäste zu hören.

## Stil
Eastside Boys spielen einen Mix aus eingängigen und simplem Oi! und Punkrock. Die Texte zeichneten sich genreüblich zunächst durch einen starken Lokalpatriotismus aus, der aber spätestens 2004, nach dem Umzug nach Berlin, einem starken subkulturellen Bezug wich. Dabei verwendet die Band häufig hintergründige Texte, die sich oft durch eine gewisse Form des Sarkasmus und der Selbstironie auszeichnen. Beeinflusst wurde die Band unter anderem von Die Lokalmatadore, Bombshell Rocks, Cock Sparrer, Rancid und Church of Confidence.

## Diskografie

### Alben
- 1999: Der Oiro kommt! (als Fallobst, Eigenveröffentlichung)
- 2002: Echte Helden (Bandworm Records)
- 2004: Die Zeit ist reif… (DSS Records)
- 2007: The Boys Are Back in Town (Bandworm Records)
- 2014: Irgendwas ist immer (Sunny Bastards)

### Sonstige Veröffentlichungen
- 2001: Der Letzte im Lokal (EP, Bandworm Records, Wiederveröffentlichung 2006 auf Oi! The Singles Collection of Bandworm Records Vol. 1)
- 2010: Companeros! (Split-CD mit Lousy, Sunny Bastards)
- 2013: 20 (7", Eigenveröffentlichung)

### Samplerbeiträge
- 2004: Eastside Boy auf Alive on the Anti-Islands (DSS Records)
- 2007: Grau, grau, grau auf  A Street Tribute To Bud Spencer & Terence Hill And Their Catchy Soundtracks (Sunny Bastards)
- 2007: Everybody Likes Us und Emergency auf Pogo, Parties & Promille II (Psycho T Records)
- 2007: 30er Jahre Show (Neue Version) und Die Scheiße schwimmt nicht immer oben auf Skinheads gegen Rassismus (Nix Gut Records)